# Новорічна печера
Новорічна (рос. Новогодняя) — печера в Челябінській області Росії, на Південному Уралі. Печера вертикального типу простягання. Загальна протяжність — 153 м. Глибина печери становить 41 м. Категорія складності проходження ходів печери — 1.